# Duganella dendranthematis
Duganella dendranthematis es una bacteria gramnegativa del género Duganella. Fue descrita en el año 2022. Su etimología hace referencia a la planta Dendranthema. Es aerobia y móvil. Tiene un tamaño de 0,7-0,8 μm de ancho por 1,2-2,2 μm de largo. Catalasa y oxidasa positivas. Forma colonias redondas, convexas y blancas en agar R2A tras 2 días de incubación. Temperatura de crecimiento entre 4-33 °C, óptima de 28-30 °C. Tiene un genoma de 6,5 Mpb y un contenido de G+C de 62,6%. Se ha aislado de las flores de la planta Dendranthema zawadskii var. latilobum en Corea del Sur.